# 徐麟 (香港小姐)
徐麟（1996年12月7日—），女，安徽人，香港藝人，《2022年度香港小姐競選》五強。 現為無綫電視基本合約藝員，並為香港大學公共管理系博士生（還有半年的課程）。

## 演出作品

### 無綫電視
2022年
- 《2022年度香港小姐競選》參選佳麗
- 《開心無敵獎門人》獎老

## 新聞事件

### 2022年度香港小姐競選
徐麟參選期間，傳媒形容爆炸頭，髮型跟1987年香港小姐李美鳳相似，樣貌與2006年香港小姐陳茵媺相似，封翻版陳茵媺。
她在社交平台寫道：「用了幾日時間來回味這四個月的旅程，感覺現在的自己換了全新的。參加香港小姐競選比賽應該是我做過最瘋狂的事，是完全陌生的領域自我挑戰了好多次，同時是這個過程中對港姐文化同香港這個城市亦有的更加的深入了解；最重要是，認識了許許多多可愛、善良、溫暖的人；台前幕後，十分照顧，非常感恩。」

## 外部連結
- 徐麟的Instagram帳戶